# Emil Sobička
Emil Sobička (1. září 1906 – 1990) byl československý advokát, který zastupoval lichtenštejnského knížete Františka Josefa II. ve sporech o konfiskaci majetku Lichtenštejnů v Československu.
Kromě češtiny hovořil plynně německy a anglicky a dorozuměl se také italsky a francouzsky.

## Život
Narodil se 1. září 1906 v Praze jako nejstarší syn pražského advokáta Konstantina Sobičky (1878–1940) a Marie Weyrové (1883–1958), která byla dcera profesora matematiky Emila Weyra. Jeho otec byl majitelem renomované advokátní kanceláře. Jeho bratři byli Jiří (1909–1988) a J. U. C. Eduard (1911–1933).
Vystudoval práva na Karlově univerzitě. Po základní vojenské službě nastoupil jako auskultant ke pražskému Krajskému civilního soudu. Zde pracoval až do začátku roku 1932. Zde dostal nabídku stát se čekatelem na soudce, ale nakonec se rozhodl pokračovat v advokátní praxi svého otce, do jehož advokátní kanceláře nastoupil jako koncipient.

### Německá okupace
Dne 23. března 1939 Sobička složil advokátní slib. V roce 1940 po smrti otce převzal vedení advokátní kanceláře. Sobička, jako právní zástupce pražského arcibiskupství v době okupace vzdoroval tlakům gestapa. Vrchní kriminální tajemník SS-Untersturmführer Kurt Oberhauser, který měl na starost vztahy Úřadu protektora s církvemi, od něj požadoval osobní, politické a hospodářské informace, které se týkaly katolické církve, pražského arcibiskupství a jeho zaměstnanců. Sobička se tomu obratně vyhýbal, proto ho Oberhauser nechal zatknout. Nakonec ho ale musel pustit na svobodu. Sobička rovněž chránil proti perzekuci české zaměstnance, kněží i Židy. Např. ukrýval svého židovského kolegu Otto F. Reimana.
Kličkováním a zatajováním informací se Sobičkovi podařilo zabránit zatčení několika zaměstnanců arcibiskupství. Jeho pamětní zápis z konce roku 1939 pomohl po osvobození vrátit strahovskému klášteru pozemky u Karlových Varů, které musel vynuceně prodat Konradu Henleinovi. Za pražského povstání Sobička stavěl barikády a se zbraní bojoval na barikádách. Zasloužil se rovněž o evakuaci britských zajatců z kasáren na pražském Smíchově. Na konci pražského povstání se vypravil k armádě USA u Plzně. Zde dojednal jejich rychlou evakuaci z Prahy.

### Advokát Lichtenštejnů
Po druhé světové válce jeho advokátní kancelář v Praze zastupovala přední československé a zahraniční firmy (např. americkou společnost Soccony Vacuum Oil v Kolíně nebo filmový koncern Mopexas) i soukromé osoby (např. Leopolda Sternberga z Častolovic). Jedním z jeho klientů byl i lichtenštejnský vládnoucí kníže František Josef II. V letech 1945–1948 ho zastupoval ve sporech o konfiskaci majetku lichtenštejnského rodu v Československu.
Československý ministr zemědělství za KSČ Julius Ďuriš si stanovil za cíl zkonfiskovat majetek Lichtenštejnů v ČSR. Ovšem nemohl proti nim získat žádné zákonné důvody. Proto se společně s ministrem vnitra Václavem Noskem, rozhodl označit občany Lichtenštejnského knížectví za Němce a zkonfiskovat majetek 38 těchto občanů (z toho osmi členů knížecí rodiny) v Československu na základě Benešových dekretů.
Sobička prokazoval neoprávněnost konfiskačních vyhlášek a dokazoval nepravdivost tvrzení o německé národnosti občanů Lichtenštejnska. Na jeho opakovanou žádost nebyl v letech 1945–1948 předložen klíčový důkaz komunistického ministra zemědělství Ďuriše k údajnému přihlášení Františka Josefa II. k německé národnosti ve sčítání lidu roku 1930.
V tomto sporu se Sobička opíral mj. o několik posudků svého strýce Františka Weyra, který byl spoluautorem první československé ústavy. Jeho posudky dokazovaly, že konfiskace majetku hlavy neutrálního státu je v rozporu s československým i mezinárodním právem. Očekávané vydání rozsudku Nejvyššího správního soudu o neplatnosti konfiskací majetku lichtenštejnských občanů v roce 1947 zabránil zásah ministra zemědělství Ďuriše, po kterém bylo veřejné jednání soudu odloženo „na neurčito“.
Ještě v polovině února 1948 ministerstva zahraničních věcí a financí, která nebyla řízená KSČ, považovaly konfiskaci majetku lichtenštejnských občanů za neudržitelnou a jednaly už jen o výši jejich odškodnění. Ale komunistický převrat tomuto řešení problému zabránil.

### Komunistický režim
Sobička byl 8. března vyloučen tzv. Akčním výborem Národní fronty z advokacie. Následující Sobičkova odvolání byla zamítnuta. Spisy a majetek jeho advokátní kanceláře byly zabaveny a předány Arnoštu Waldovi. V dalších letech Sobička pracoval jako administrativní pracovník na velvyslanectví Spojených států amerických v Praze.
26. srpna 1954 byl Sobička zatčen. Po mnohadenních výsleších byl donucen se přiznat k vykonstruovaným obviněním z vlastizrady a špionáže. Těch se měl dopustit jako hlava organizované skupiny „Sobička a spol.“. V březnu 1955 byl v procesu odsouzen na 20 let vězení a konfiskaci majetku. Z vězení byl propuštěn v amnestii v roce 1960 a i poté byl sledován Státní bezpečností. Po propuštění na svobodu se Sobička živil v dělnických profesích.
V roce 1969 byli on i jeho „společníci“ v plném rozsahu rehabilitováni. Soudní systém ale rehabilitaci v roce 1975 zrušil. Následně byl znovu odsouzen za méně závažné trestné činy.
V roce 1977 přeložil z angličtiny knížku The Ancient Maya (česky Mayové) od Sylvanuse Griswold Morleyho. Zemřel krátce po sametové revoluci v roce 1990.